# Octeto Buenos Aires
L' Octeto Buenos Aires était un ensemble formé par l'arrangeur, bandonéoniste, compositeur et chef d'orchestre Ástor Piazzolla en 1955[réf. nécessaire] qui, composé de personnalités de haut niveau, a atteint un niveau de créativité qu'Astor lui-même n'égalera que rarement par la suite. En 1958, l'Octeto est dissous et Piazzolla retourne à New York avec sa famille où il s'efforce de gagner sa vie en tant que musicien et arrangeur dans la prochaine étape de sa carrière qui s'avérera si révolutionnaire dans l'histoire du tango.

## Histoire
Pendant sa jeunesse, Astor Piazzolla (né en 1921) avait fait son apprentissage musical en tant que bandonéoniste de tango dans plusieurs orquesta típica, dont ceux de Aníbal Troilo et Francisco Fiorentino (es). À la recherche de nouveaux moyens d'expression musicale, Piazzolla forme son propre orchestre de ce type en 1946, l'Orquesta Típica de Piazzolla. Incertain de la voie à suivre, il a dissous son orchestre en 1950 et a commencé à étudier la musique classique, ce qui l'a conduit à Paris en 1954, où il a étudié la composition musicale et le contrepoint avec Nadia Boulanger.
En 1954, lors de son séjour à Paris, Piazzolla découvre de près l’univers du jazz moderne, dont l’inventivité et la liberté d’expression le marquent profondément. Il est frappé par la ferveur communicative des musiciens, leur plaisir manifeste à improviser, leur engagement collectif dans l’interprétation. Cette expérience agit comme un révélateur : il prend pleinement conscience de la nécessité de libérer le tango de la relative uniformité harmonique, mélodique, rythmique et esthétique dans laquelle il s’était figé selon lui,. Il éprouve alors un élan irrépressible pour en rehausser les exigences musicales, offrir aux instrumentistes de nouvelles possibilités d’expression, et faire en sorte que le tango, sans renier son essence, puisse captiver à nouveau l’interprète autant que l’auditeur — pour devenir, plus que jamais, une musique vivante et inspirée.
Astor Piazzola a décidé de former l'Octeto Buenos Aires à son retour à Buenos Aires en 1955.
L'histoire brève mais significative de l'Octeto Buenos Aires est considérée comme le tournant entre deux époques et deux types de tango. L'ensemble a été le pionnier du tango nuevo, une nouvelle approche du tango qui, jusqu'alors, avait été dominée par les orquesta típica traditionnels des années 1930 et 1940. Cela a marqué un tournant dans l'histoire du tango et a mis Piazzolla sur une trajectoire de rupture avec l'establishment du tango. L'Octeto Buenos Aires a eu une grande influence sur certains des musiciens qui réfléchissaient à différentes façons de moderniser le tango à la même époque.

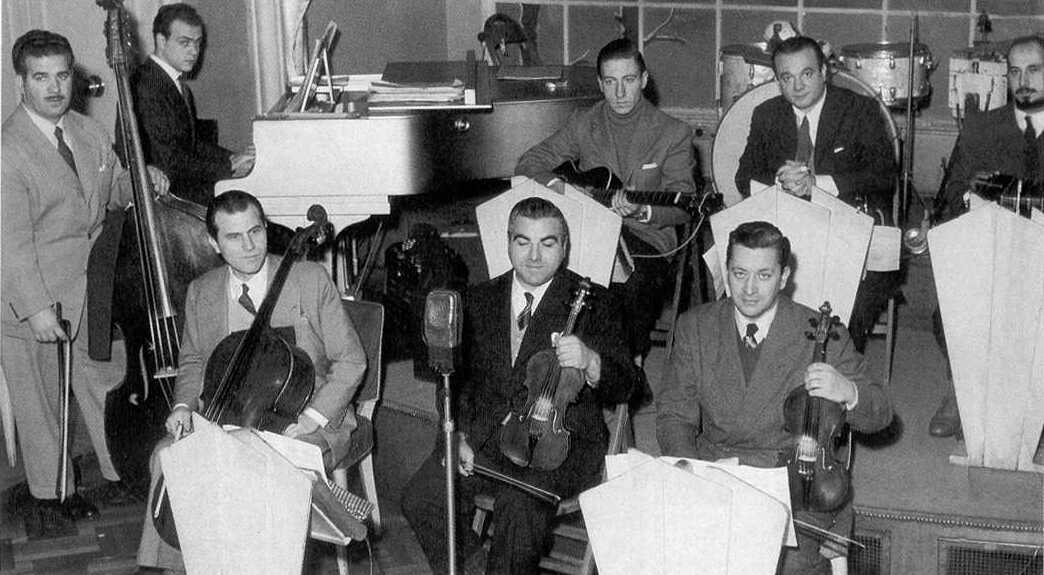
Répétition de l'Octeto Buenos Aires.

Astor Piazzolla s'est laissé emporter par une certaine démesure dans la musique qu'il a écrite pour cet octuor, basé sur le sextet classique du tango, avec l'ajout d'un violoncelle et d'une guitare électrique (une nouveauté pour l'époque). Cependant, vu en perspective, ce qui semble être une explosion chaotique de créativité est plutôt basé sur un manifeste artistique que Piazzolla respectait très strictement. Ce manifeste visait à faire passer l'aspect commercial au second plan ; à incorporer au répertoire des arrangements de tangos classiques ainsi que de nouvelles créations ; à ne pas inclure d'œuvres chantées ; et à ne pas se produire dans les bals, mais uniquement à la radio, à la télévision ou en concert, ou pour des enregistrements. Les œuvres seraient expliquées avant de les exécuter, afin d'en faciliter la compréhension. Le but du projet était d'améliorer la qualité du tango, de convaincre ceux qui s'en étaient détournés, ainsi que les détracteurs du genre, des valeurs incontestables du tango, d'attirer les auditeurs de musique étrangère et de conquérir le grand public.
Le premier arrangement de Piazzolla pour l'Octeto fut le tango Arrabal de José Pascual, qu'il rêvait de jouer depuis qu'il en avait entendu la version d'Elvino Vardaro lorsqu'il était enfant.L'Octeto a créé un nouveau son proche de la musique de chambre et sans chanteur, qui fait normalement partie d'un "orquesta típica". Ni les improvisations jazz de Malvicino à la guitare électrique, par exemple dans la composition Marrón y Azul de Piazzolla en 1955, ni les solos de violoncelle de Bragato, de formation classique, n'avaient jamais été entendus auparavant dans le tango.
Piazzolla était fatigué des contraintes imposées par le tango traditionnel et voulait utiliser son Octeto pour introduire de nouveaux rythmes, harmonies, mélodies, timbres et formes, tout en conservant l'essence du tango. Son inclusion du contrepoint, des fugues et de nouvelles formes harmoniques va susciter les premières controverses parmi les tangueros traditionnels, qui viendront plus tard le hanter. Sa musique commence à plaire moins aux danseurs et plus aux personnes qui vont l'écouter. Le Nuevo tango est arrivé et Piazzolla est à l'avant-garde.
Au début, il a eu des difficultés à équilibrer le son de l'Octeto en raison du manque de cordes, ce qui signifie que celles qu'il avait devaient jouer d'une manière inhabituelle pour compenser. Les cordes étaient également appelées à imiter des instruments à percussion et les deux bandonéons devaient jouer des harmonies à six voix. Le piano et la contrebasse fournissaient la force rythmique. Peu après la formation de l'Octeto, Piazzolla commence à se demander s'il n'a pas trop éloigné le tango de ses racines et fait appel au très respecté Osvaldo Pugliese pour arbitrer. Tout le monde a été grandement soulagé quand, après les avoir écoutés jouer, il les a rassurés en leur disant qu'ils jouaient toujours de la musique dans le genre.
D'autre part, Piazzolla, voyant un côté plus amer, se rappellera plus tard : 

« L'Octeto Buenos Aires, en 1955, a eu un impact artistique, mais l'œuvre n'a pas duré longtemps. Pour l'enregistrer, nous avons dû faire des concessions, en cédant pratiquement les droits. La même chose m'est arrivée avec un autre LP, Tango en hi-fi. Les gens ne savent pas ou ne se soucient pas de savoir qui est l'homme d'affaires qui la met en vente, mais ils connaissent et admirent l'artiste qui l'a réalisée. C'est moi qui ai sorti l'argent de ma poche pour payer la plupart des musiciens qui ont fait l'enregistrement, alors que le bénéfice depuis lors a été pris par d'autres, et nous sommes toujours en conflit. Nous sommes toujours en procès, mais qui s'en soucie, qui défend les créateurs ? »

— Astor Piazzolla
En 1958, l’Octeto est dissous car il n’était pas viable, personne ne prenant le risque de  le programmer.

## Formation
La formation initiale était composée des violonistes Enrique Mario Francini (es) et Hugo Baralis (es), des bandonéonistes Piazzolla et Roberto Pansera (es), du pianiste Atilio Stampone (es), du guitariste Horacio Malvicino -avec une guitare électrique, alors une nouveauté pour le genre-, le violoncelliste José Bragato (es) et le contrebassiste Aldo Nicolini (es) ; par la suite, Pansera et Nicolini  ont été remplacés par Leopoldo Federico (es) et Juan Vasallo (de), respectivement,,.
Luis Adolfo Sierra a dit:« L'Octeto Buenos Aires, dans ses conceptions esthétiques modernes et ses réalisations techniques avancées, rompt complètement et sans concessions avec les conventionnalismes régressifs, qui raidissent le tango, dans sa richesse potentielle de contenu et de forme. ».

## Activité
Le répertoire complet de l'octuor comprend dix-neuf arrangements, dont huit sont inclus dans un album. Parmi les compositions, les débuts du tango traditionnel sont représentés par Rosendo Mendizábal. Les principaux compositeurs de l'école décarienne sont également présents, dont Julio De Caro lui-même et le bandonéoniste Pedro Maffia, ainsi que leur homologue très apprécié Juan Carlos Cobián, dont les œuvres présentent un grand intérêt harmonique et mélodique. Enfin, plusieurs représentants du tango moderne sont inclus, comme Horacio Salgán et José Pascual, en plus des compositions d'Horacio Malvicino et de Piazzolla lui-même.
Comme cela s'était produit avec les formations précédentes de Piazzolla, l'Octeto Buenos Aires se produisait de manière très sporadique, de sorte que ses membres devaient participer à d'autres groupes afin d'obtenir des revenus que l'octuor, en raison de son niveau de créativité, ne pouvait fournir. Une de leurs prestations a été diffusée sur Canal 7.
Le répertoire de l’Octeto Buenos Aires, marque un tournant décisif dans l’histoire du tango, franchissant un seuil de modernité jusque-là inégalé. L'octuor adopte une recette simple composée de 50 % de tangos traditionnels, 25 % de compositions de Piazzolla, 25 % de composition des membres du groupe.
Dans Marrón y azul, inspirée, dit-il, par un tableau de Georges Braque, Piazzolla propose un dialogue contrapuntique audacieux entre les bandonéons de Leopoldo Federico et Hugo Baralis, jusqu’à l’un des solos les plus inspirés de Mario Francini, suivi d’une coda à la rythmique librement improvisée par Horacio Malvicino. Los mareados est revisité avec une richesse harmonique inédite, sans jamais trahir l’esprit de l’original, et laisse place à des solos expressifs de Francini, Malvicino et Piazzolla, avant de se clore sur un saisissant repos en si majeur. L’arrangement de Taconeando (Pedro Maffia) pousse encore plus loin l’expérimentation en introduisant un motif final en 7/8, une métrique jamais vu et entendu dans le tango. Quant à La cachila, elle devient sans doute le premier arrangement d'un tango à intégrer une véritable fugue à quatre voix. Ce répertoire, d’une audace formelle et expressive rare, ouvre des perspectives nouvelles pour le genre et affirme avec éclat l’ambition musicale de Piazzolla : hisser le tango au rang d’art majeur, en l’inscrivant dans la modernité musicale de son temps.
Le seul manuscrit original d’une œuvre de l’Octeto Buenos Aires dont la trace matérielle est attestée est celui du tango Arrabal. L’idée selon laquelle Piazzolla aurait volontairement détruit une grande partie de ses partitions par la suite a été rapportée notamment par José Bragato, son copiste et collaborateur, mais elle n’est pas documentée par des sources directes. Il subsiste en outre un manuscrit original de Tango Ballet, pièce contemporaine de l’Octeto, ce qui nuance l’idée d’une disparition généralisée des partitions de cette période.

## Discographie
Ils ont enregistré deux albums complets, le second ayant une qualité technique d'enregistrement médiocre.
Les titres du premier album, sur le label Disc Jockey, sont les arrangements suivants :

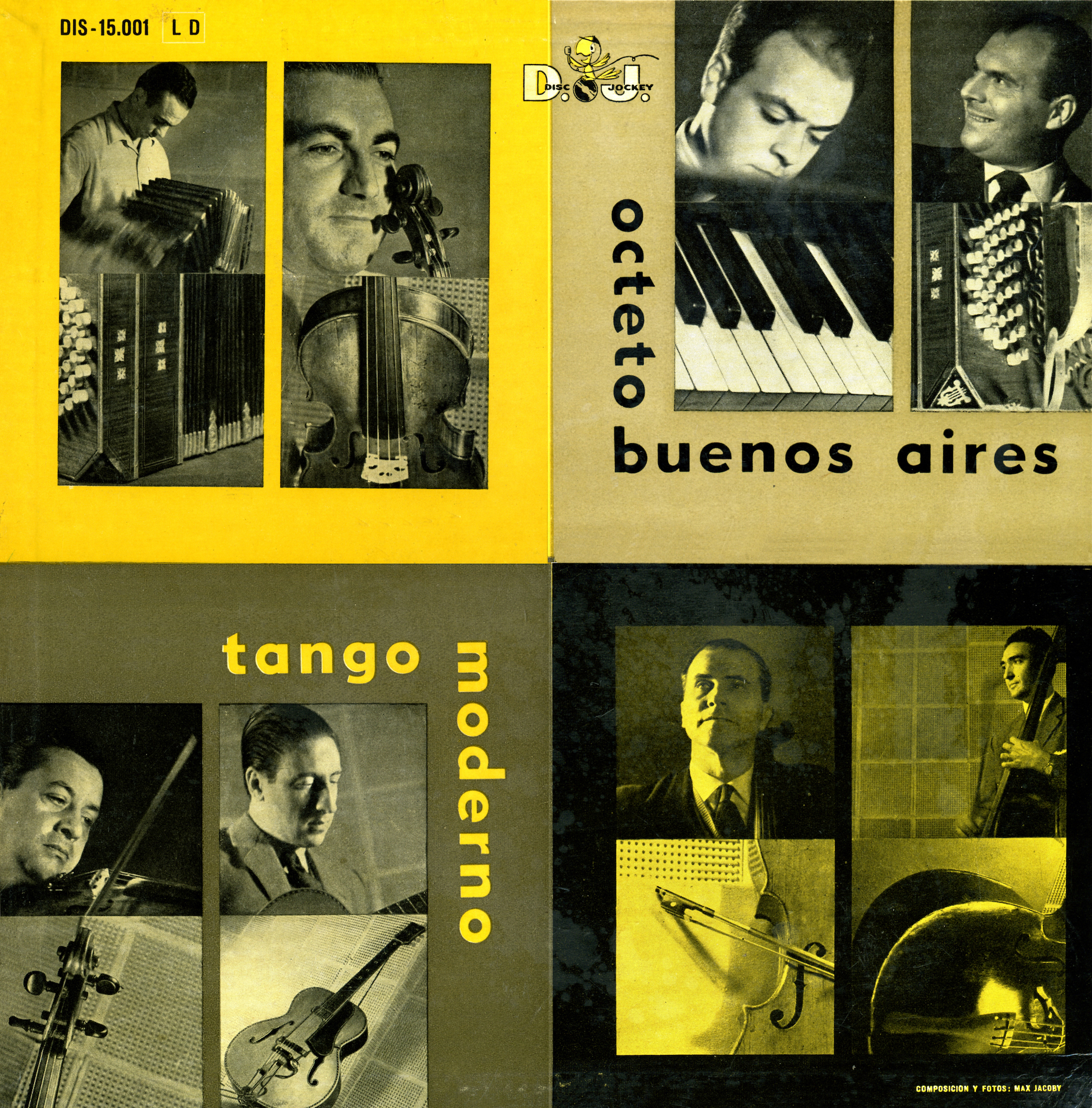
Pochette du Lp tango Moderno de l'Octeto Buenos Aires d'Astor Piazzolla

- Pochette du Lp tango Moderno de l'Octeto Buenos Aires d'Astor PiazzollaOcteto Buenos Aires, 1957 Disc Jockey
  - Haydée
  - Neotango
  - Anoné
  - El entrerriano (es)
  - Tangology
  - Marrón y azul (Ástor Piazzolla)
  - Los mareados (es)
  - El Marne (es)
  - Arrabal
  - A fuego lento

Le deuxième album, enregistré pour le label Allegro, comprend six tangos qui le placent comme l'un des jalons fondamentaux de la discographie du tango nuevo :
- Tango progresivo,1957 Allegro
  - Boedo (es) (Julio De Caro (es))
  - Mi refugio (Juan Carlos Cobián)
  - Taconeando (Pedro Maffia (es))
  - Lo que vendrá (Ástor Piazzolla)
  - La revancha (Pedro Laurenz)
  - Tema otoñal (Enrique Mario Francini (es))

On retrouve également l'Octeto Buenos Aires sur trois albums postérieurs à l'arrêt en 1958 :
- "1944-1964: 20 años de Vanguardia", 1964 - Philips
  - Tango ballet (Astor Piazzolla)
- La Historia del bandoneon Vol 2 1972 Show Records
  - La Cachila (Eduardo Arolas)

Leopoldo federico est crédité au bandoneon, mais Roberto Pansera tient la place de second bandoneon.
- Astor Piazzolla 45rpm 1973 Music-Hall (enregistrement réalisé pour le label TK, ex-Music-Hall)
  - Taconeando (Pedro Maffia)

Un enregistrement de l'Octeto Buenos Aires à la Faculté de Droit de Montevideo datant du 31 octobre 1956 a été diffusée par la radio nationale uruguayenne SODRE. Il existe un enregistrement publié en 2021 offert avec le livre Archivo Piazzolla de Carlos Kuri.
- Octeto Buenos Aires CD 2021 Instuto Nacional de Musicologia Carlos Vega
  - Taconeando (Pedro Maffia (es))
  - La Cachila (Eduardo Arolas)
  - Mi refugio (Juan Carlos Cobián)
  - La revancha (Pedro Laurenz)
  - Boedo (es) (Julio De Caro (es))
  - Los mareados (es)(Juan Carlos Cobián)
  - Tema otoñal (Enrique Mario Francini (es))
  - Arrabal (José Pascual (es))
  - Lo que vendrá (Ástor Piazzolla)
  - Tango ballet (Astor Piazzolla)
  - Lo que vendrá (Ástor Piazzolla) (Bis)